# Club 1018

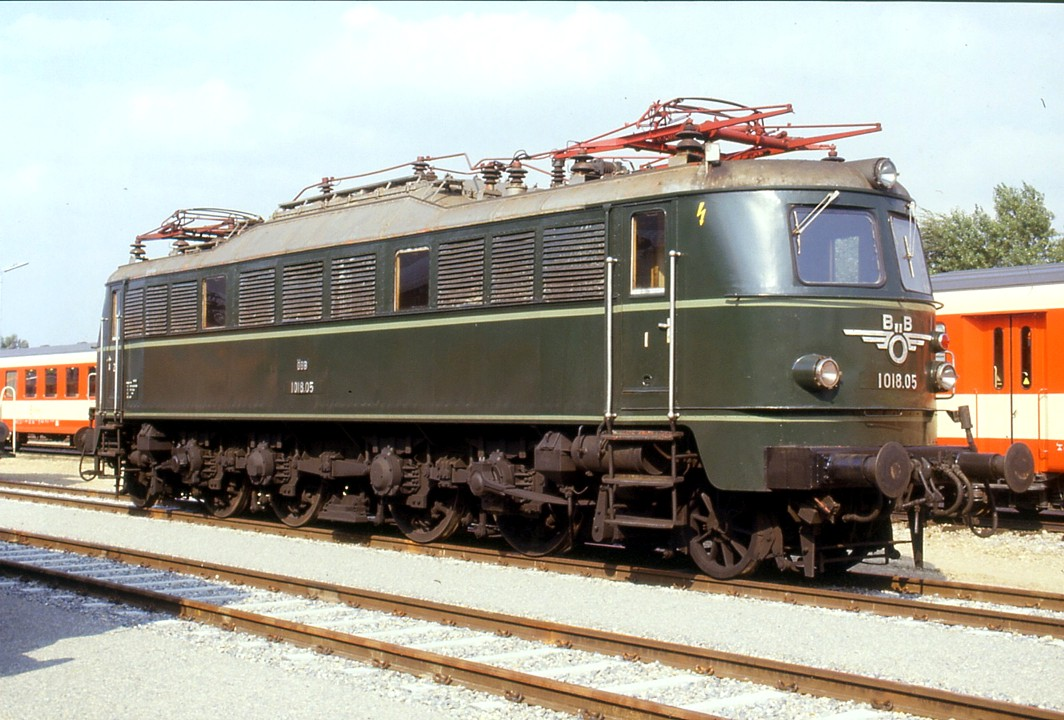
Die namensgebende Schnellzuglokomotive 1018.05.

Der Verein Club 1018 ist ein österreichischer Verein, der 2009 aus einem Zusammenschluss von aktiven Eisenbahnern und Triebfahrzeugführern entstand, um die letzte in Österreich betriebsfähig aufarbeitbare E-Lok der Baureihe ÖBB 1018 und in weiterer Folge weitere E-Loks vor der Verschrottung oder der Abstellung zu retten.

## Geschichte

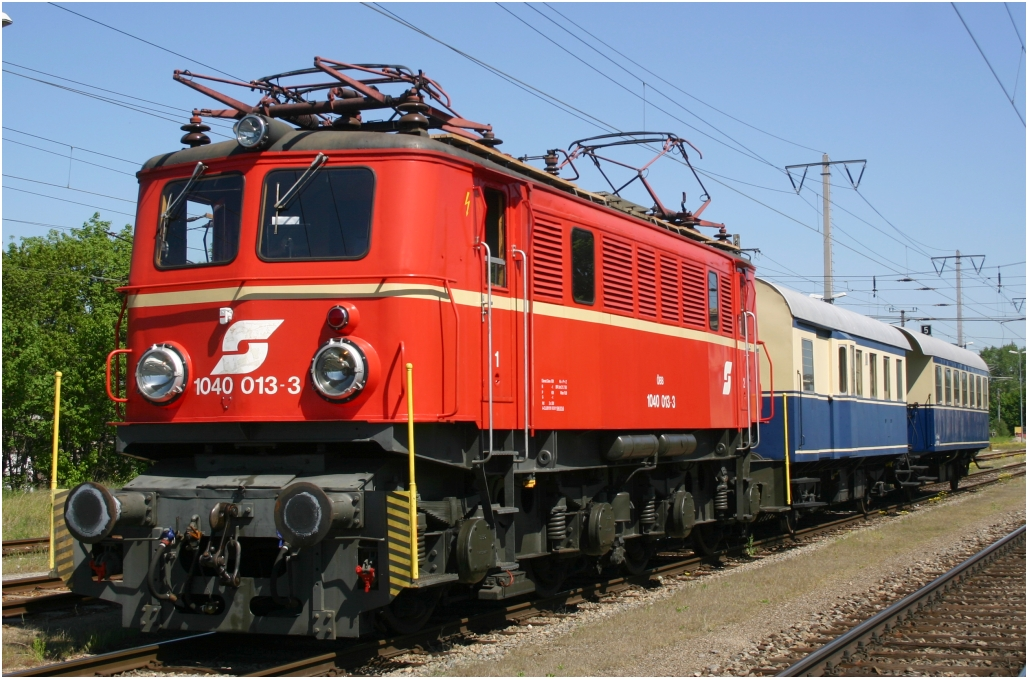
Vereinslok 1040.013-3 im Bhf. Wien Erdbergerlände

Beginnend mit der Übernahme der 1018.005 im Frühjahr 2009 in den Vereinsbestand und der erforderlichen Recherche, um eine möglichst genaue Aufarbeitung bewerkstelligen zu können, ergab sich die Möglichkeit und der Wunsch, weitere Fahrzeuge vor der Abstellung zu bewahren.
So wurde im Herbst 2010 die 1040.013 vom Nostalgiestandort Selzthal nach Wien überstellt und in den Vereinsbestand eingegliedert, ein Jahr später folgte der Gepäcktriebwagen 4061.13, im Frühjahr 2012 die 1010.003 und im Dezember 2015 die 1010.010, welche alle drei bis zu ihrem Verkauf im aktiven Sonderzugdienst bei der ÖBB ErlebnisBahn standen und somit seit ihrer Ablieferung 1958, 1955 und 1956 durchgehend in Betrieb stehen. Im November 2019 kam die 1110.530 hinzu.
Mit dem aktuellen Lokbestand ist es dem Verein möglich, einen Überblick über die österreichische Geschichte der Entwicklung von leichten Güter- und Eilzug- bis zu großen, starken Schnellzugloks zu geben. Die Triebfahrzeuge befinden sich mit einer Ausnahme alle im jeweiligen äußerlichen Originalzustand zur Zeit ihrer Ausmusterung. Die 1010.010 wurde 2007 von Mitarbeitern des Club 1018 in den Zustand „tannengrün mit Bauch, Flügelrad und Metallziffern“ rückgebaut. Die Triebfahrzeuge sind im Netz der ÖBB für Einsätze jeder Art zugelassen und werden laufend dem aktuellen Stand der Technik im Bereich Funk und Zugsicherung angeglichen.

## Ziele
Vereinsziel ist die Sicherstellung der Betriebsfähigkeit von vor der Ausmusterung stehenden, eisenbahngeschichtlich wertvollen Elektroloks, um diese Zeitzeugen der österreichischen Eisenbahntechnik für die Zukunft zu erhalten.
Mittelfristig soll die derzeit nicht fahrbereite, historische Lokomotive aus dem Vereinsbesitz – die 1018.05 – wieder betriebsfähig aufgearbeitet werden und vor Nostalgiezügen zum Einsatz kommen. Die Aufarbeitung umfasst außer einer gründlichen Revision aller Fahrwerksteile auch eine Neulackierung, den Einbau von GSM-R Zugfunk und der Zugsicherungsanlage PZB90.
Langfristig gibt es noch weitere „rettungswürdige“ Objekte, wobei es dem Verein in erster Linie darum geht, die aktuellen Bestandsfahrzeuge betriebsfähig zu erhalten und laufend dem Stand der Technik anzugleichen. Nicht betriebsfähige Standobjekte sind, abgesehen vom Gepäcktriebwagen 4061, der ein Einzelstück ist, in österreichischen Sammlungen bereits zu sehen.

## Fahrzeuge
- 1010.003-0 – seit 2012 im Bestand – Baujahr 1955 von SGP Graz / BBC – Übernahme am 18. August 1955
- 1010.010-5 – seit 2015 im Bestand – Baujahr 1956 von SGP Graz / SSW – Übernahme am 16. März 1956
- 1110.530-1 – seit 2019 im Bestand – Baujahr 1960 von SGP / Elin
- 1018.005-7 – seit 2009 im Bestand – Baujahr 1940 von SGP Floridsdorf / Siemens
- 1040.013-3 – seit 2010 im Bestand – Baujahr 1953 von SGP Floridsdorf / ELIN – Übernahme am 27. März 1953 Zugförderungsstelle Salzburg
- 4061.013-1 – seit 2011 im Bestand – Baujahr 1958 von SGP Floridsdorf / AEG

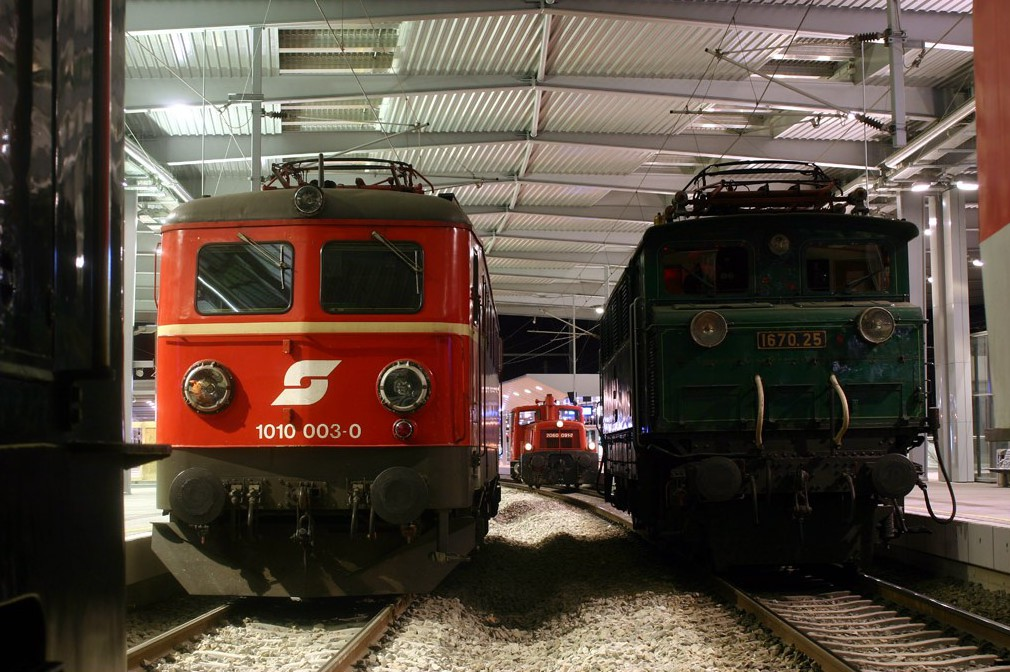
1010.003 Brückenbelastungsprobe Bhf. Wien Praterstern
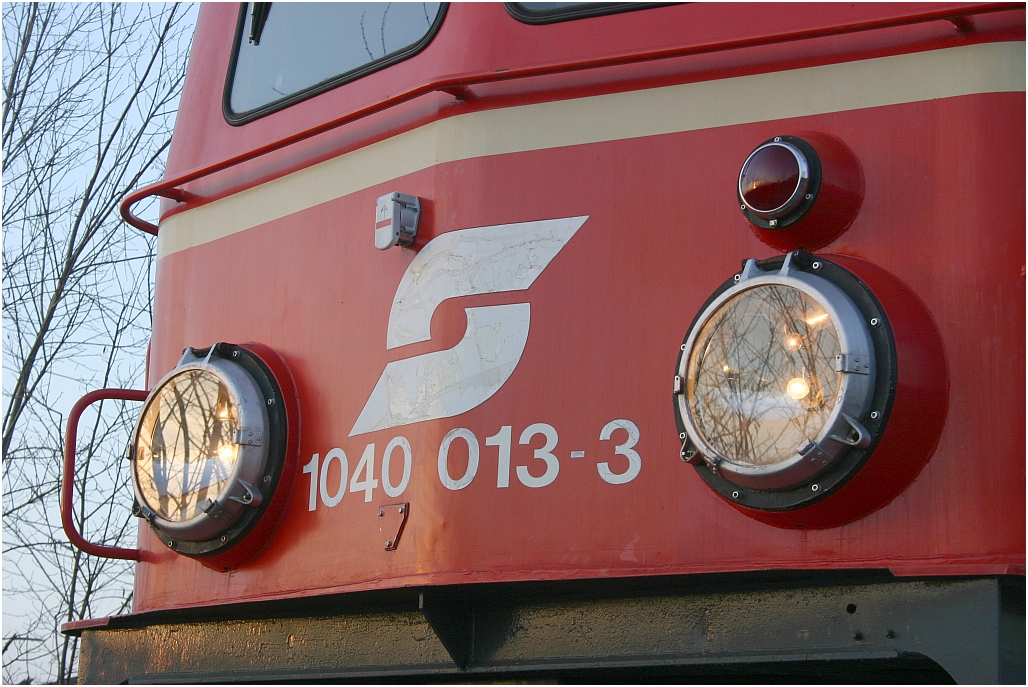
1040.013 Momentaufnahme
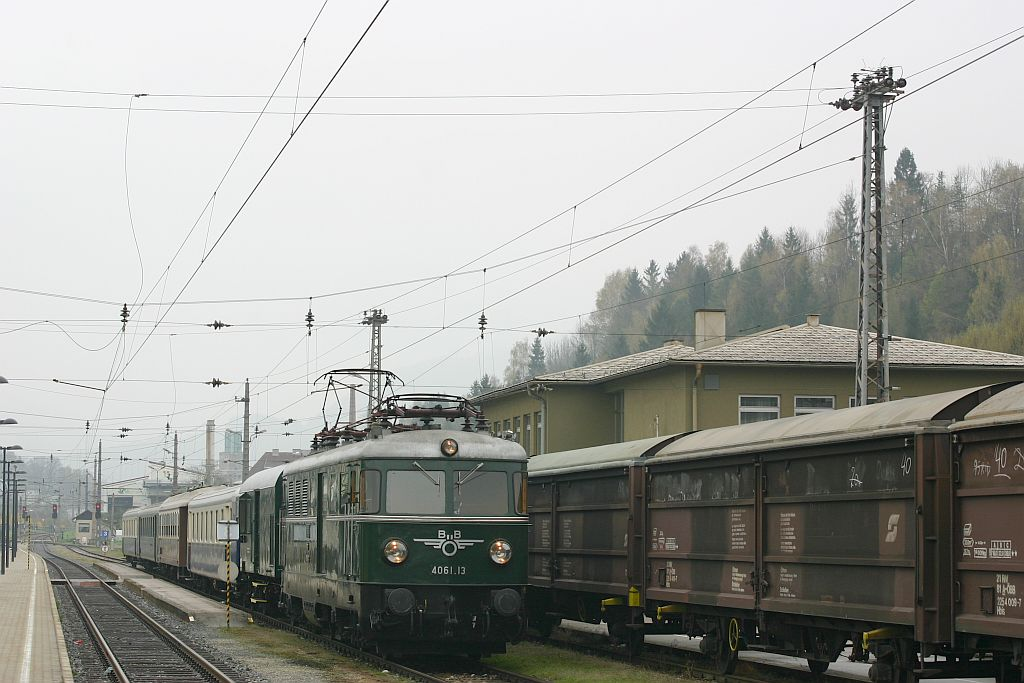
4061.013 mit Sonderzug in Waidhofen an der Ybbs
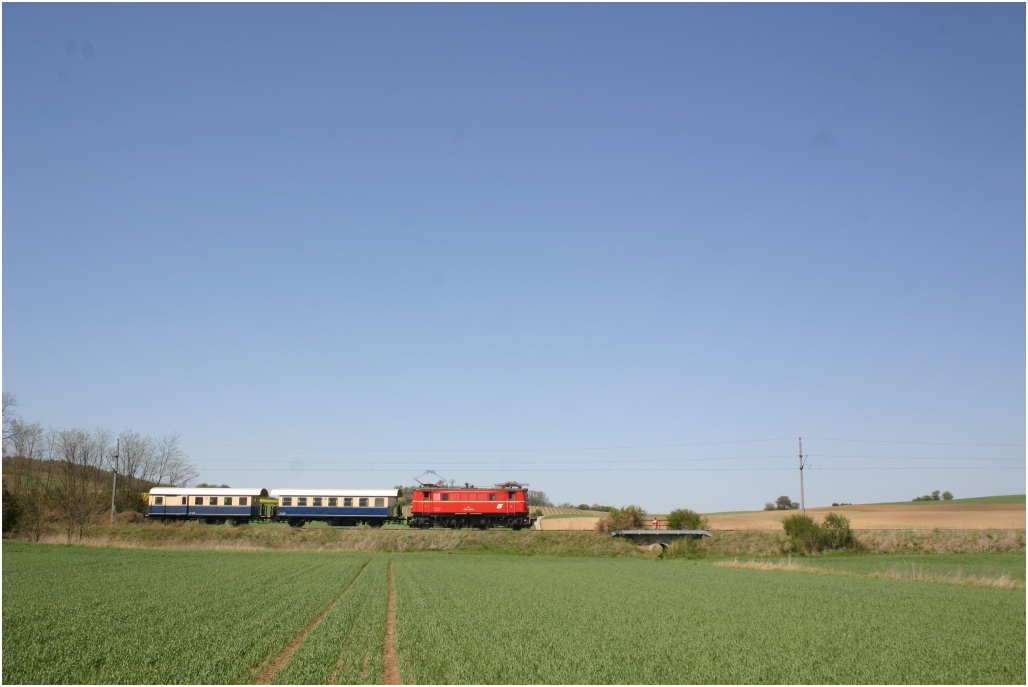
1040.013 kurz vor dem Bahnhof Mistelbach
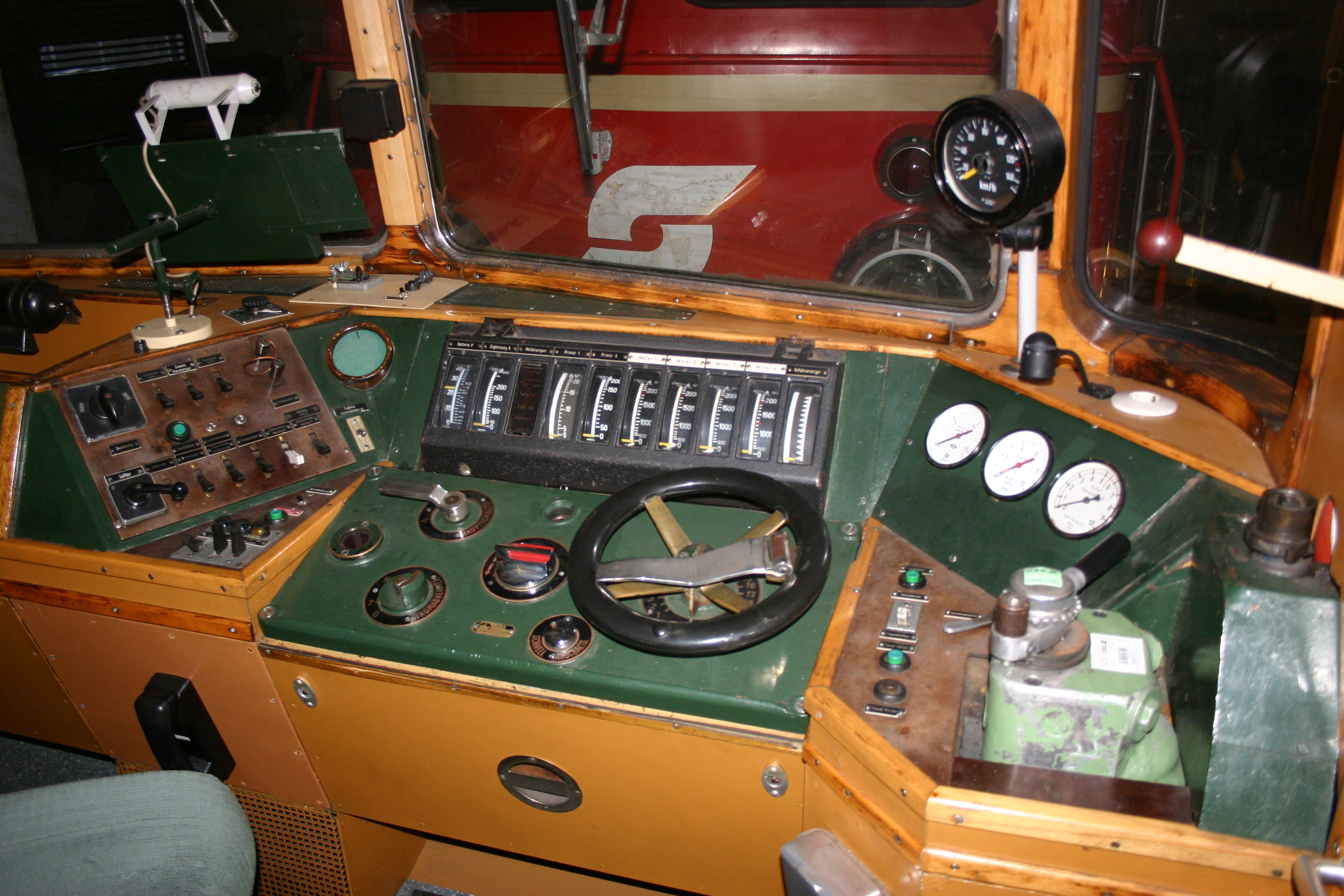
Führerstand des 4061.013
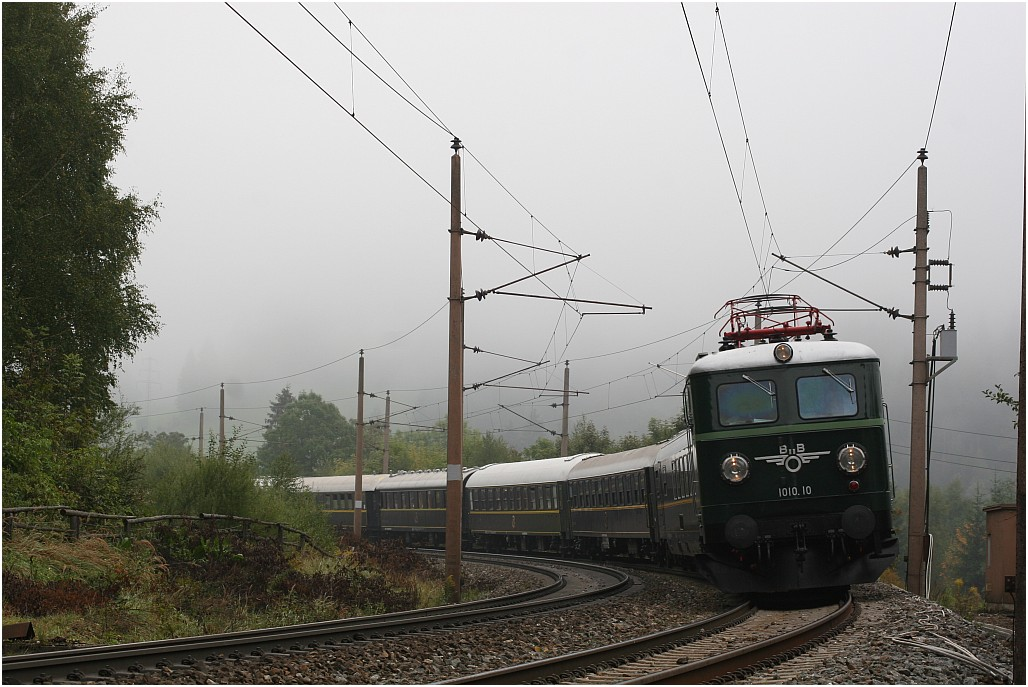
1010.010 am Semmering mit Sonderzug
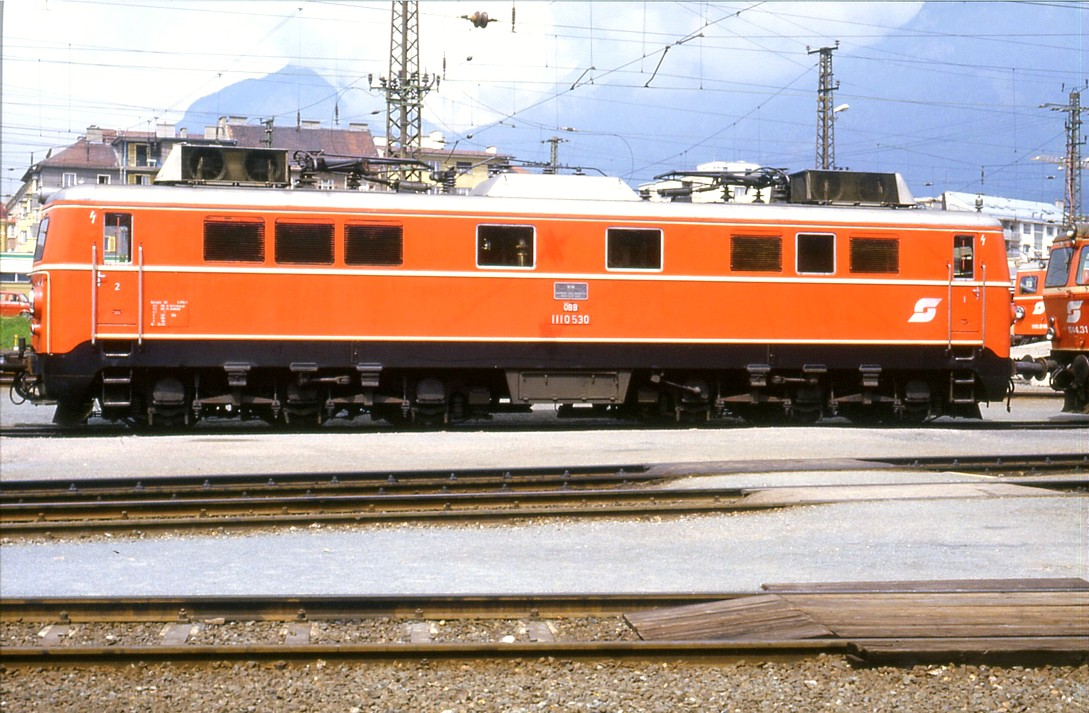
1110.530 in Innsbruck Hauptbahnhof, Mai 1984